# Maple Valley
Maple Valley és una població dels Estats Units a l'estat de Washington. Segons el cens del July 1, 2009 tenia 20.522 habitants.

## Demografia
Segons el cens del 2000, Maple Valley tenia 14.209 habitants, 4.809 habitatges, i 3.952 famílies. La densitat de població era de 1.010,3 habitants per km².
Dels 4.809 habitatges en un 51,7% hi vivien nens de menys de 18 anys, en un 69,9% hi vivien parelles casades, en un 8,9% dones solteres, i en un 17,8% no eren unitats familiars. En el 13,6% dels habitatges hi vivien persones soles el 3,2% de les quals corresponia a persones de 65 anys o més que vivien soles. El nombre mitjà de persones vivint en cada habitatge era de 2,95 i el nombre mitjà de persones que vivien en cada família era de 3,26.
Per edats la població es repartia de la següent manera: un 33,8% tenia menys de 18 anys, un 5,4% entre 18 i 24, un 38,5% entre 25 i 44, un 17,8% de 45 a 60 i un 4,5% 65 anys o més.
L'edat mediana era de 32 anys. Per cada 100 dones de 18 o més anys hi havia 96,5 homes.
La renda mediana per habitatge era de 67.159 $ i la renda mediana per família de 70.008 $. Els homes tenien una renda mediana de 50.623 $ mentre que les dones 34.097 $. La renda per capita de la població era de 24.859 $. Aproximadament el 2,1% de les famílies i el 2,6% de la població estaven per davall del llindar de pobresa.

## Poblacions més properes
El següent diagrama mostra les poblacions més properes.